# Sazomín
Sazomín (en allemand : Sasomin) est une commune du district de Žďár nad Sázavou, dans la région de Vysočina, en République tchèque. Sa population s'élevait à 248 habitants en 2020.

## Géographie
Sazomín se trouve à 6,7 km au sud-est du centre de Žďár nad Sázavou, à 31 km au nord-est de Jihlava à 129 km au sud-est de Prague.
La commune est limitée par Vatín au nord, par Jámy et Obyčtov à l'est, par Ostrov nad Oslavou et Kotlasy au sud, et par Březí nad Oslavou à l'ouest.

## Histoire
La première mention écrite de la localité date de 1317.

## Transports
Par la route, Sazomín se trouve à 7,2 km de Žďár nad Sázavou, à 39,5 km de Jihlava et à 160 km de Prague.